# Agonandra obtusifolia
Agonandra obtusifolia är en tvåhjärtbladig växtart. Agonandra obtusifolia ingår i släktet Agonandra och familjen Opiliaceae.

## Underarter
Arten delas in i följande underarter:
- A. o. conzattii
- A. o. obtusifolia